# Rejów (Skarżysko-Kamienna)
Rejów – osiedle administracyjne i część miasta Skarżyska-Kamiennej, usytuowane na samym południu miasta. Do 1954 samodzielna miejscowość w gminie Suchedniów.
Ma charakter rezydencjonalny; na jego obszarze występuje zabudowa jednorodzinna. 

## Historia
Dawniej samodzielna wieś znana w literaturze historycznej od wieku XII jako Żyrcin.
W Sieradzu 24 czerwca 1213 r. Iwon Odrowąż będąc kanclerzem u Leszka Białego daruje Żyrcin cystersom wąchockim. Wsi takiej nie ma obecnie, jej położenie można określić na podstawie dokumentu z roku 1260, który łączy z nią prawo klasztoru do polowania na bobry na rzekach Kamiennej i Łącznej.
Musiał więc Żyrcin leżeć pomiędzy tymi rzekami, gdzieś u ich spływu na południowy zachód od Bzina. Dziś w tym miejscu znajduje się Rejów.
Klasztor miał w Żyrcinie na rzece Łącznej płuczkarnię żelaza (officina mineraria). W roku 1552 nadał ją opat wąchocki Jędrzej Spoth Janowi Ryj Kochanowskiemu z Woli Brudnowskiej na czas życia Jana i jego synów, Piotra i Andrzeja.
W rękach Kochanowskich pozostawała ona najdalej do początków XVII wieku, gdyż w roku 1614 zawiera opat z Wąchocka Charbicki z Jeremjaszem Szeligowskim układ w sprawie dzierżawy kuźnicy Glosińska seu Rejowska in haereditate villae desertae Szyrchlins .
Wiadomość ta pokazuje wyraźnie drogę przemiany nazwy Żyrcina na Rejów. Kuźnica w Żyrcinie nosi już na początku XVII w. miano Rejowska, pochodzi ona niewątpliwie od przydomku „Ryj” jej długoletnich posesorów. Z tego miana powstała niebawem nazwa Rejów na oznaczenie całej osady. Występuje ona zrazu obok dawnej nazwy Żyrcina, później stopniowo ją wypiera.
Rejów w latach 1867–1954 należał do gminy Suchedniów w powiecie kieleckim w guberni kieleckiej. W II RP przynależał do woj. kieleckiego, gdzie 2 listopada 1933 utworzył gromadę o nazwie Rejów w gminie Suchedniów. Podczas II wojny światowej włączony do Generalnego Gubernatorstwa, nadal jako gromada w gminie Suchedniów, licząca 803 mieszkańców. Po wojnie w województwa kieleckim, jako jedna z 20 gromad gminy Suchedniów. 1 stycznia 1954 Rejów wyłączono z gminy Suchedniów i włączono do Skarżysko-Kamiennej, które jednocześnie wyłączono z powiatu kieleckiego, ustanawiając w nim powiat miejski.

## Zasięg terytorialny
Osiedle Rejów obejmuje swoim zasięgiem następujące ulice:
- Długosza
- Kilińskiego
- Krakowska – od nr 1 do nr 89 (nieparzyste) i od nr 2 do nr 8 (parzyste)
- Multanka
- Przekątna
- Reja
- Robotnicza
- Słoneczna
- Sportowa – od nr 56 do końca (parzyste)
- Wioślarska

## Turystyka
Do głównych atrakcji turystycznych Rejowa należą:
- Muzeum im. Orła Białego
- Jezioro Rejowskie
- pozostałości wielkiego pieca z przełomu XVIII i XIX w.[10]